# Republiken Kroatiens torg

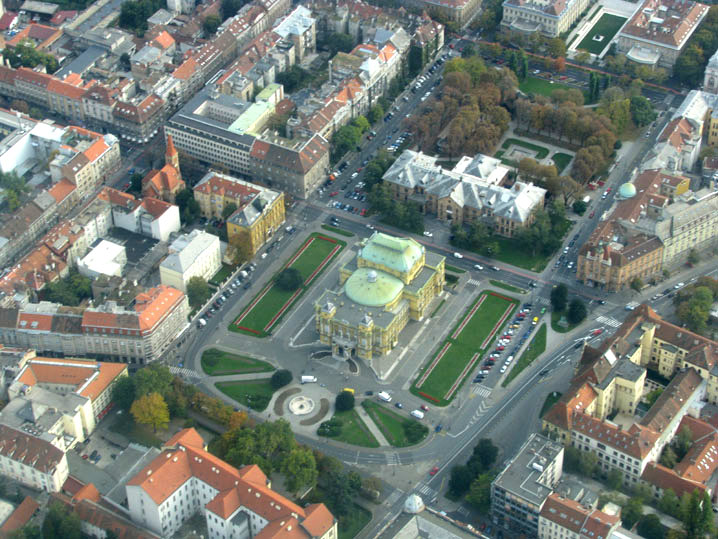
Republiken Kroatiens torg från luften.

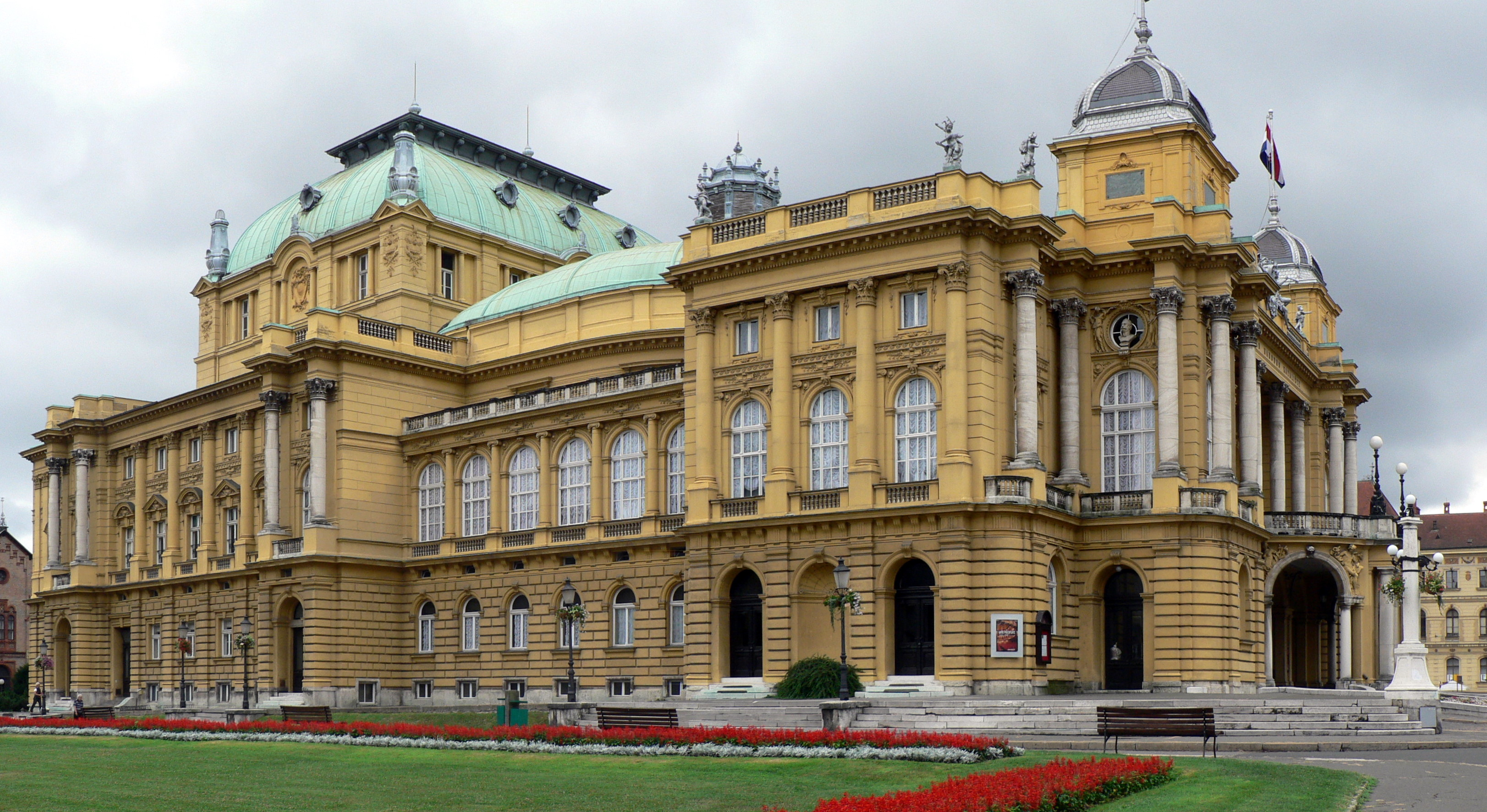
Kroatiska nationalteatern (1895).

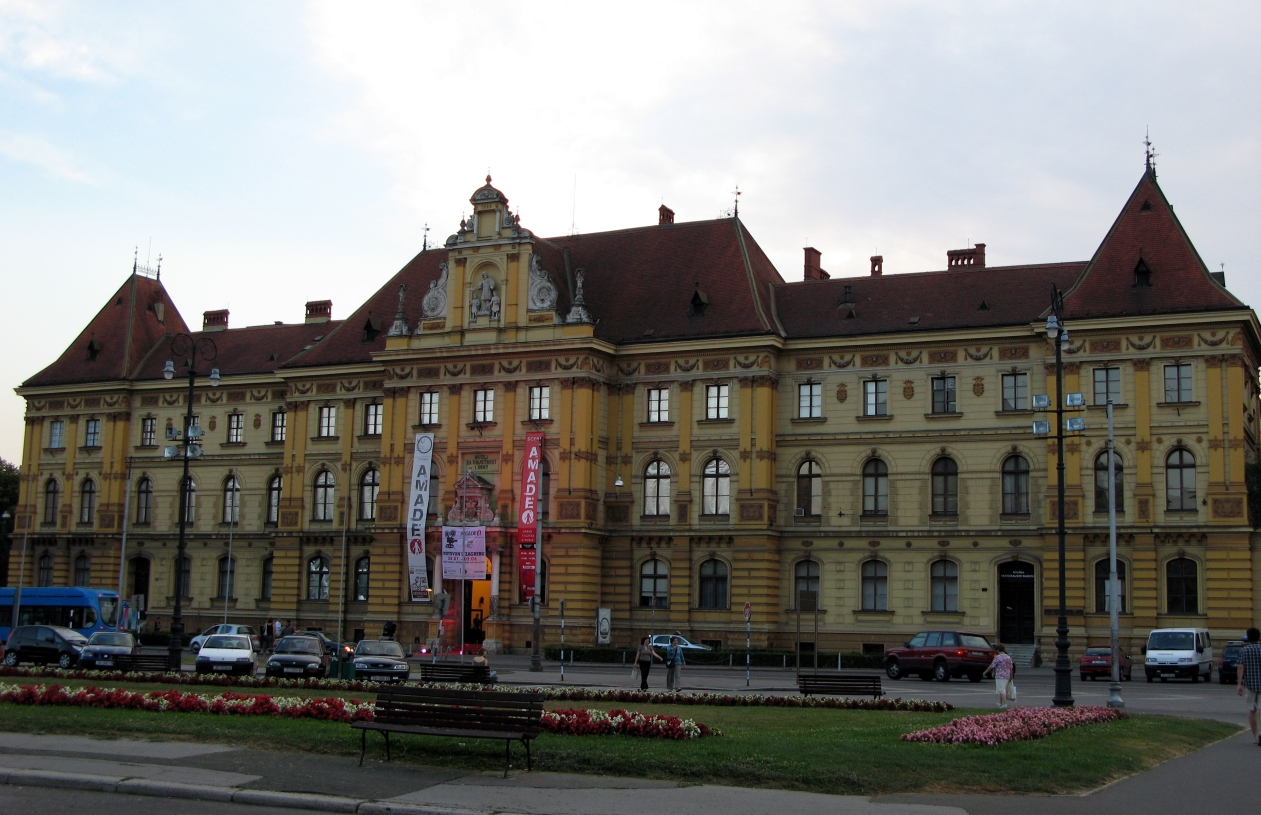
Konst- och hantverksmuseet (1888).

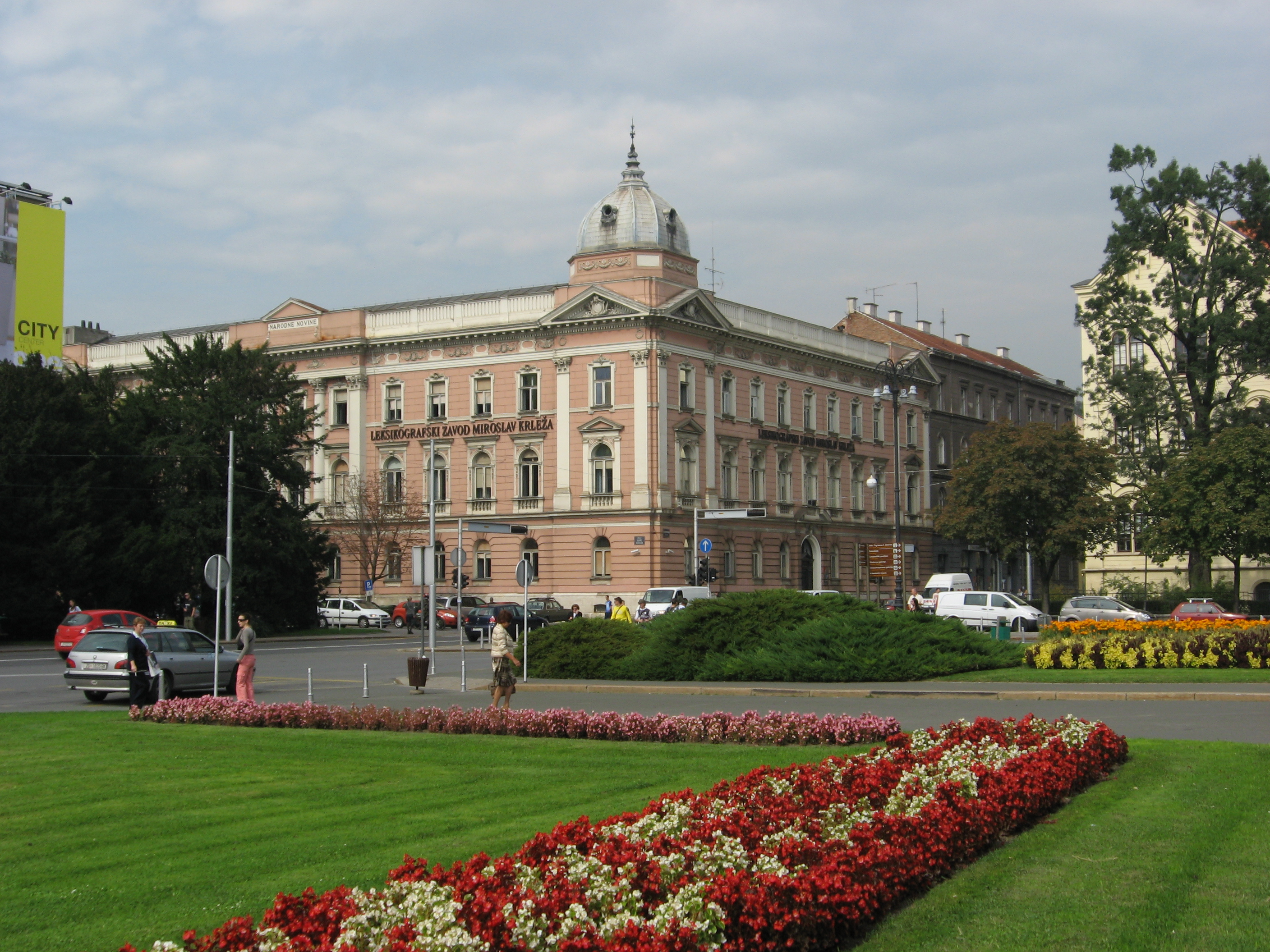
Miroslav Krležas lexikografiska institut (1891).

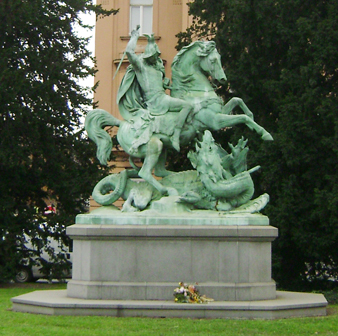
Sankt Göran och draken (1853) av Anton Dominik Fernkorn.

Republiken Kroatiens torg (kroatiska: Trg Republike Hrvatske) är ett torg i Zagreb i Kroatien. Det är beläget i stadsdelen Nedre staden och är det till ytan största torget i den kroatiska huvudstaden. Vid torget ligger flera av stadens största offentliga byggnader och tillika landmärken med stildrag från historicismen.

## Historik
År 1855 började torget ta form i samband med uppförandet av ett sjukhus vid ängarna i de södra delarna av den dåtida stadsgränsen. Torget var det första av tre i den västra delen av Lenuzzis hästsko som är en u-formad serie av torg och parker i de centrala delarna av Zagreb.

## Arkitektur
Vid torget finns flera för Zagreb tongivande byggnader, de flesta uppförda åren 1855–1964. Den centrala byggnaden vid torget är Nationalteatern. Här ligger även Konst- och hantverksmuseet samt andra byggnader som bär stildrag från historicismen och secessionen.   

### Offentlig konst
- Sankt Göran och draken (1853) – skulptur av Anton Dominik Fernkorn.[1] Den tillverkades år 1853 i Wien men köptes av Juraj Haulik år 1867 och flyttades till Zagreb där den initialt placerades i Maksimirparken. År 1884 donerades den till Zagrebs stad som placerade den vid Strossmayers torg. År 1907 fick den sin nuvarande plats i det sydvästra hörnet av torget.
- Livets källa (1904) – fontän av Ivan Meštrović.[2] Fontänen utformades år 1905 och placerades år 1912 framför Nationalteatern.
- Kroaternas historia (1932) – skulptur av Ivan Meštrović.[3] Skulpturen står framför den juridiska fakultetens byggnad.
- Minnesmärket för Đuro Deželić (1937) – minnesmärke och byst av Frane Cota. Minnesmärket står framför Ferimports byggnad vid den västra sidan av torget.

## Tidigare namn och kontroverser
Som ett av de mest framstående torgen i staden har det bytt namn åtskilliga gånger i enlighet med de rådande politiska förhållandena. Efter Kroatiens självständighet år 1991 från Jugoslavien och införandet av demokrati och marknadsekonomi höjdes röster för ett byte av torgets namn som då kallades Marskalk Titos torg efter den tidigare jugoslaviske statschefen Josip Broz Tito. Denne ansågs av vissa medborgargrupper och företrädesvis center–höger-partier vara en negativ historisk personlighet och symbol för politisk repression. Politiska partiet och medborgargrupper på den politiska vänsterskalan motsatte sig dock ett namnbyte med hänvisning till Josip Broz Titos antifascistiska eftermäle. Återkommande medborgaraktioner och protester för ett namnbyte till Teatertorget, det namn torget bar åren 1945–1946, fick stöd från bland annat Kroatiska helsingforskommittén  och Kroatiska demokratiska unionen. Kravet avvisades dock av representanter från den politiska vänsterskalan med anledning av att namnet saknade historisk kontinuitet. År 2013 föreslog stadens dåvarande borgmästare Milan Bandić en lokal folkomröstning för att lösa tvisten. Den mångåriga namntvisten kulminerade i att Zagrebs stadsfullmäktige den 1 september 2017 antog det nuvarande namnet.
Sedan anläggandet har torget burit följande namn:
| Årtal     | Kroatiskt namn           | Betydelse                 |
| --------- | ------------------------ | ------------------------- |
| 1878–1888 | Sajmišni trg             | Marknadstorget            |
| 1888–1919 | Sveučilišni trg          | Universitetstorget        |
| 1919–1927 | Wilsonov trg             | Wilsons torg              |
| 1927–1941 | Trg kralja Aleksandra I. | Kung Alexander I:s torg   |
| 1941–1945 | Trg I.                   | Torg I                    |
| 1945–1946 | Kazališni trg            | Teatertorget              |
| 1946–2017 | Trg maršala Tita         | Marskalk Titos torg       |
| 2017–     | Trg Republike Hrvatske   | Republiken Kroatiens torg |